# Encyclopedia Dramatica
Encyclopedia Dramatica — англомовний сайт, що позиціонує себе як енциклопедія інтернет-культури — мемів, лулзів та драми. Сайт засновано 2004 року Шеррод Деґріпо (англ. Sherrod Degrippo), також відомою як «Girlvinyl». Наразі (12.12.2022) містить 15,173 статей. Фактично, є відображенням лише англомовної, та з намаганнями росіян частини російськомовної мережевої культури. Подібна культура — меми, копіпаста, іміджборди — інших спільнот — поляків, німців, французів показані на Драматиці у мірі стосунку до англомовної.

## Реквізити
Мережеве місце Encyclopædia Dramatica було засновано 9 грудня 2004 року користувачами Girlvinyl та Ghettofinger. Приводом для створення нової вікі-енциклопедії меми, драмів, та лулзів стало вилучення з Вікіпедія статті про користувача ЖЖ, такого собі Jameth. Типовий стан справ, коли відкинуті десь особи засновують свою альтернативу на власних засадах.
Назву Encyclopædia Dramatica запропонував один з користувачів все-того ж ЖЖ, либонь пародіюючи назву серйозної капітальної «Енциклопедії Британіки» — Encyclopædia Britannica. Лігатура «æ» за багато років стала однією з ознак, неначе емблемою Драматики, як власне часто і використовується. Але офіційне пояснення використання простіше і як завжди нудніше — «æ така ж загадкова та несподівана, як і сама ЕД». Хоча як доменне ім'я так і деякі шрифти (і, як наслідок, документи) не розпізнають символ і через це часто вживається просто «е» чи «ае», або ліпиться картинка з намальованим символом. Наче повноцінна емблема. Хоча, «æ» використовувалась для швидкодруку дифтонгу «ае», який часто зустрічається в латинській і похідних мовах. Дана аналогія надає енциклопедії відтінку якоїсь таємничо-цінної науковості.
Девізом енциклопедії є фраза «In lulz we trust», що пародіює американський девіз In God We Trust. Цебто і назва і девіз демонструють сутність енциклопедії.
У квітні 2011 року проект було закрито власниками та замінено перенаправленням на http://OhInternet.com. На новому сервері було створено сайт http://encyclopediadramatica.se/, де ентузіасти ведуть роботу з відновлення старої Драматики.

## Вилучення інтернет адреси
15 квітня 2011 року сторінка www.encyclopediadramatica.com стала редиректом на сайт ohinternet.com — Енциклопедія інтернет-мемів. Нова енциклопедія спочатку переїхала на швейцарський домен: encyclopediadramatica.ch, а пізніше остаточно на шведський домен encyclopediadramatica.se, де вдалося відновити усі файли оригінального сайту.